# Ermita de Santa Ana (Játiva)
La ermita de Santa Ana de Játiva está situada en la cima del cerro de Santa Ana, en un enclave territorial perteneciente al municipio español de Játiva (Valencia), pero al que se accede atravesando el municipio vecino de Llosa de Ranes y tomando el camino de los Baños de Santa Ana Está catalogada como Bien de Interés Cultural, con número de anotación ministerial R-I-51-0004461.
No se conservan documentos sobre la ermita en el Archivo Municipal, debido a su destrucción por el incendio decretado por Felipe V en 1707.

## Descripción histórico-artística

### Descripción histórica
La construcción actual data del siglo XVI, aunque se tienen noticias, no documentadas, de una construcción previa levantada en el siglo XIV, posiblemente anterior a 1377, de cuyos restos sólo se aprecia un capitel encontrado en la vertiente suroeste, que se conservan en el museo etnográfico. La ubicación en una zona extremadamente elevada del edificio se podía deber a la necesidad cristiana de remarcar sus nuevos dominios. Fue erigida por el cardenal Rodrigo de Borja en 1456, imitando este a su tío, el papa Alfonso de Borja, Calixto III, que había levantado una capilla de Santa Ana en la Seo de Játiva.

### Descripción artística
La ermita se construyó en estilo gótico valenciano. La decoración gótica se concentra en las claves de la bóveda, destacando: el escudo de la familia Borja, la Virgen con Jesús, San Miguel, el escudo de la Ciudad de Játiva y las armas de Aragón. Delante del altar, se puede ver un pequeño canal sobre el que se apoyaría la cancela que protegía el retablo de Santa Ana.
Poco después de su construcción se le añadió un coro elevado sobre un sólido arco carpanel de yeso y bóveda estrellada, cerrado por un antepecho flamígero del mismo material.
El edificio tiene planta rectangular, con contrafuertes (realizados con fábrica de mortero) y puerta semicircular de dovelas lisas. La nave tiene tres crujías con bóvedas nervadas separadas por arcos torales y remata en testero plano al exterior y poligonal en el interior. En la cabecera presenta falsa bóveda ochavada con trompas abocinadas. Los nervios de los arcos descansan a media altura sobre modillones, que son lisos en la nave y esculturados en el ábside. El coro, al no pertenecer a la construcción original, no fue reconstruido en la última restauración.
En la fachada podemos ver la portada que presenta un arco de medio punto. Antiguamente, la portada era precedida por un pórtico sobre columnas que ha desaparecido. En la parte posterior, el ábside es poligonal.
Después de los terremotos de 1748, se repararon los arcos, bóvedas, contrafuertes, tejados y dependencias anejas, hoy desaparecidas, pero aún se pueden ver los restos de los establos y de la puerta que daba acceso al recinto.